# Zárt lista
A zárt lista a pártlistás rendszerek azon változatát írja le, ahol a választók (gyakorlatilag) csak a politikai pártok egészére szavazhatnak; így nincs befolyásuk a párt által biztosított jelöltek megválasztásának sorrendjére. Ha a választóknak lenne némi befolyásuk, azt nyílt listának nevezik. A zárt listás rendszereket általában a pártlistás arányos képviseletben alkalmazzák, de a legtöbb vegyes választási rendszer zárt listát is használ a pártlista komponensében.
A zárt listás rendszerekben minden politikai párt előre eldönti, hogy ki kapja meg az adott pártnak kiosztott mandátumokat a választásokon, így a listán a legmagasabban elhelyezkedő jelöltek általában mindig mandátumot szereznek, míg a lista másik végén álló jelöltek általában nem.
Az adott párt "vízválasztó" jelöltjei azonban abban a helyzetben vannak, hogy a párt által kapott szavazatok számától függően elveszítik vagy megnyerik a mandátumukat. A "vízszint" az a mandátumszám, amelyet egy adott párt várhatóan el fog érni. A párt által megszerzett mandátumok száma és a jelöltek pártlistán elfoglalt helyezései együttesen határozzák meg aztán, hogy egy adott jelölt kap-e mandátumot.

## Zárt listás rendszerek használata
A zárt listás rendszer az Európai Unió országaiban inkább kivétel, a tiszta listás rendszert használó országok közül csak 3 használja törvényhozási választásokhoz (Portugália, Románia, Spanyolország), a legtöbb országban valamilyen nyílt listás rendszert használnak.
Ezzel szemben Magyarországon jelenleg nincs nyílt listás rendszer használatban.

### Zárt listás arányos képviselet Európában
- Izland
- Moldova
- Montenegró
- Németország
- Észak-Macedónia
- Portugália
- Románia
- Szerbia
- Spanyolország

### Zárt listás vegyes választási rendszerek
- Andorra
- Magyarország
- Olaszország
- Oroszország

## Kapcsolódó szócikk
- Nyílt lista